# Gedung Ram
Gedung Ram is een bestuurslaag in het regentschap Mesuji van de provincie Lampung, Indonesië. Gedung Ram telt 3430 inwoners (volkstelling 2010).